# Mohamed Elsudani
Mohamed Elsudani (en árabe: محمد السوداني‎; 1 de julio de 2000) es un deportista egipcio que compite en voleibol adaptado. Ganó una medalla de bronce en los Juegos Paralímpicos de París 2024.

## Palmarés internacional
| Juegos Paralímpicos | Juegos Paralímpicos | Juegos Paralímpicos | Juegos Paralímpicos      |
| Año                 | Lugar               | Medalla             | Competición              |
| ------------------- | ------------------- | ------------------- | ------------------------ |
| 2024                | París (Francia)     | Medalla de bronce   | Torneo masculino sentado |